# One More Girl
 (juillet 2015).
One More Girl est un groupe canadien de musique country, formé par les deux sœurs, actrices et chanteuses, Carly McKillip et Britt McKillip.
Le duo a signé chez EMI Canada en 2008 qui a sorti en 2009 son premier album, Big Sky.
En 2010, elles ont obtenu la récompense du Rising Star (étoile montante) à l'Association canadienne de Musique Country.
En août 2011, le duo a signé avec le label de musique pop américaine Interscope Records.

## Biographie
En décembre 2008, One More Girl signe avec EMI Canada et sort son premier single, "I Can Love Anyone".
EMI a publié le premier album de duo, Big Sky, le 6 octobre 2009. Un autre single pour EMI, "Fall Like That", a sort début 2011 comme le premier single du deuxième album du duo.
En août 2011, le duo a signé avec Interscope Records, un label de musique pop américaine.
Un nouvel album The hard way est sorti en 2014.

## Discographie

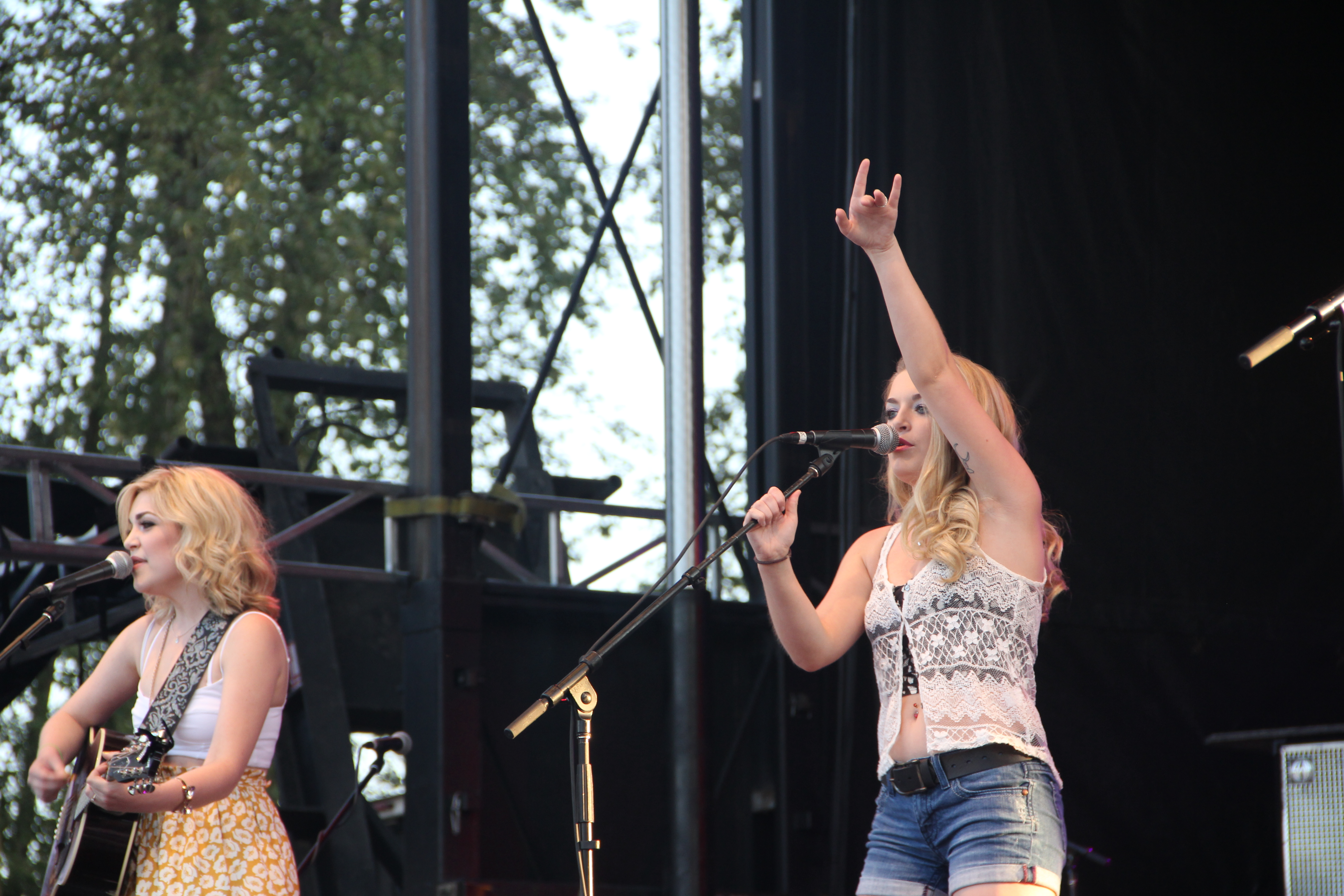
One More Girl en 2012

### Albums
| Titre   | Details                                    |
| ------- | ------------------------------------------ |
| Big Sky | - date: 6 octobre 2009 - Label: EMI Canada |

### autres
| Titre                       | Details                                              |
| --------------------------- | ---------------------------------------------------- |
| One More Girl for Christmas | - date: 22 novembre 2013 - Label: One More Girl      |
| The Hard Way                | - date: 4 février 2014 - Label: Open Road Recordings |

### Singles
| Années           | Single                  | Classement  | Classement | Album             |
| Années           | Single                  | CAN Country | CAN        | Album             |
| ---------------- | ----------------------- | ----------- | ---------- | ----------------- |
| 2008             | "I Can Love Anyone"     | —           | —          | Big Sky           |
| 2009             | "Misery Loves Company"  | —           | —          | Big Sky           |
| 2009             | "When It Ain't Rainin'" | —           | 86         | Big Sky           |
| 2009             | "Tumblin' Tears"        | —           | —          | Big Sky           |
| 2010             | "The Day I Fall"        | —           | —          | Big Sky           |
| 2011             | "Fall Like That"        | —           | —          | NC                |
| 2012             | "Maybe"                 | —           | —          | NC                |
| 2013             | "Run Run Run"           | 36          | —          | NC                |
| 2013             | "Love Like Mine"        | 26          | —          | The Hard Way (EP) |
| 2014             | "Drunk Heart"           | 38          | —          | The Hard Way (EP) |
| "—" : non classé |                         |             |            |                   |

### Vidéos
| Année |                                                                                | Directeur Vidéo        |
| ----- | ------------------------------------------------------------------------------ | ---------------------- |
| 2008  | "I Can Love Anyone"                                                            | Kathi Prosser          |
| 2009  | "Misery Loves Company"                                                         | Margaret Malandruccolo |
| 2009  | "When It Ain't Rainin'"                                                        | Margaret Malandruccolo |
| 2010  | "Tumblin' Tears"                                                               | Margaret Malandruccolo |
| 2010  | "The Day I Fall"                                                               | Margaret Malandruccolo |
| 2012  | "Maybe"                                                                        | Margaret Malandruccolo |
| 2013  | "Run Run Run"                                                                  | Margaret Malandruccolo |
| 2013  | "Love Like Mine"                                                               | Wesley MacInnes        |
| 2013  | "Home for Christmas" (with George Canyon, Aaron Pritchett and Jordan McIntosh) | Stephen Lubig          |
| 2014  | "Drunk Heart"                                                                  |                        |

## Récompenses et Nominations

### Canadian Country Music Association Awards
| Année | Catégorie                | Résultat   |
| ----- | ------------------------ | ---------- |
| 2010  | Groupe ou Duo de l'année | Nomination |
| 2010  | Rising Star              | Lauréat    |

### Autres récompenses
- 2005-2007 B.C. Country Music Association "Group of the Year"- 3 Nominations[5]
- 2009 B.C. Country Music Association "Horizon Award"[5]
- 2010 Canadian Radio Music "Best New Country Artist"[5]
- 2010 B.C. Country Music Association "Single of the Year", "Group or Duo", "Album of the Year", "Entertainer of the Year"[5]